# Механізація сільського господарства (журнал)
Механіза́ція сільсько́го господа́рства — український радянський щомісячний науково-виробничий журнал, що виходив українською мовою у Києві з січня 1950 року; був органом Українського об'єднання Ради Міністрів УРСР «Укрсільгосптехніка» та Державного комітету УРСР по виробничо-технічному забезпеченню сільського господарства. Був розрахований на інженерно-технічних працівників та механізаторів, що працювали у колгоспах і радгоспах Української РСР. Видавався видавництвом «Урожай». Редакція містилася в будинку на вулиці Леніна, № 23.

## Публікації
В журналі висвітлювалися актуальні питання експлуатації машинно-тракторного парку в колгоспах і радгоспах, комплексної механізації і електрифікації виробничих процесів у рільництві й тваринництві, пропагувалися найновіші досягнення радянської науки й техніки, досвід передовиків, кращі раціоналізаторські пропозиції механізаторів та спеціалістів.
У спеціальному розділі вміщувалися статті, присвячені питанням економіки та організації сільськогосподарського виробництва. Подавалися матеріали про нову техніку і наукові дослідження в галузі механізації сільського господарства тощо.